# Human Rights Act 1998
Le Human Rights Act 1998 est une loi britannique adoptée par le Parlement du Royaume-Uni qui reçoit la sanction royale le 9 novembre 1998 et entre en application le 2 octobre 2000.
Elle prévoit notamment l'incorporation de la Convention européenne des droits de l'homme de 1953 dans le droit britannique. Son titre entier est le suivant : « An Act to give further effect to rights and freedoms guaranteed under the European Convention on Human Rights; to make provision with respect to holders of certain judicial offices who become judges of the European Court of Human Rights; and for connected purposes. ».